# Tramwaje w Guarujá
Tramwaje w Guarujá − zlikwidowany system komunikacji tramwajowej w brazylijskim mieście Guarujá, działający w latach 1893−1956.

## Historia
Pierwszą linię tramwajową w Guarujá otworzyła spółka Companhia Balneária da Ilha de Santo Amaro (CBIA) 2 września 1893. Linia tramwaju parowego o długości 9 km i rozstawie szyn wynoszącym 1000 mm połączyła Guarujá z Itapema. Od 1901 właścicielem linii była spółka Companhia Guarujá (CG). W 1923 spółka ta zapewniła, że linia tramwajowa zostanie zelektryfikowana. Rok wcześniej w 1922 dwie inne spółki zelektryfikowały w pobliżu swoje linie. Oficjalne otwarcie zelektryfikowanej linii nastąpiło 11 stycznia 1925. W 1927 nowym operatorem została spółka Serviços Públicos de Guarujá. W 1930 wybudowano 2,5 km odgałęzienie do Sítio de Cachoeira. Wzrastająca konkurencja samochodów i autobusów doprowadziła do likwidacji linii tramwajowej 13 lipca 1956. 

## Tabor
Do obsługi linii tramwaju parowego zakupiono trzy parowozy Baldwin i kilka wagonów pasażerskich. W związku z elektryfikacją linii spółka Companhia Guarujá zamówiła w firmie Maschinenfabrik Augsburg-Nürnberg lokomotywę dwuosiową i dwa czteroosiowe silnikowe tramwaje pasażerskie, które mogły pomieścić 36 pasażerów na miejscach siedzących. Wagony silnikowe otrzymały nr 3 i 5. Wagon o nr 3 został w 1930 zezłomowany po wypadku. Także w 1930 spółka zamówiła w firmie MAN dwa kolejne czteroosiowe tramwaje, którym nadano nr 7 i 9. Po likwidacji linii tabor został sprzedany do Estrada de Ferro Campos do Jordão. 